# Antoine de Malvin de Montazet
Antoine II de Malvin de Montazet (Laugnac, 17 agosto 1713 – Parigi, 2 maggio 1788) è stato un nobile e arcivescovo cattolico francese.

## Biografia
Era il figlio di Charles de Malvin (1666-1731), cavaliere barone di Montazet, signore di Quissac e Boussères, e di Jeanne-Francoise de Fontanges de Maumont che si sposarono il 7 febbraio 1709 a Villiers-sur-Orge. Abbracciò la vita ecclesiastica e ottenne, tra gli altri benefici, le abbazie di San Vittore a Parigi (1764) e Montier en Argonne (1748), l'abbazia di Nogent-sous-Coucy (1743), l'abbazia di Fontenay (1775). Alla fine del 1742 divenne cappellano ordinario del re e fu nominato il vescovo di Autun 15 marzo 1748. Il 31 marzo 1759 fu promosso all'arcidiocesi di Lione per sostituire il cardinale Pierre Guérin de Tencin, che era morto il 2 marzo dell'anno precedente.
Con Christophe de Beaumont, arcivescovo di Parigi, ebbe molti problemi sulle dispute religiose dell'epoca. La fine della sua vita fu disturbata dai dispiaceri domestici. Aveva pubblicato per il suo seminario dall'oratoriano Joseph Valla, sei volumi di "Institutiones theologicæ". Questi erano conosciuti come "Théologie de Lyon", e furono diffusi in tutta Italia da Scipione de' Ricci, vescovo di Pistoia e Prato, fino alla condanna dell'Indice nel 1792. Contrario alla bolla papale di Pio V sul Breviario romano, Montazet cambiò il testo del Breviario e del Messale. Gli sforzi successivi di papa Pio IX e del cardinale Louis Bonald per sopprimere le innovazioni di Montazet provocarono la resistenza da parte dei canonici, che difesero le tradizionali cerimonie lionesi.
Zelante contro i filosofi, dice Feller, ardente difensore delle prerogative della sua sede, che pretendeva di estendere fino a riformare i giudizi dei metropoliti, un fortunato avversario degli usi e dei privilegi del suo capitolo, che riuscì a far sopprimere dall'autorità civile, questo prelato occupa un posto distinto nella storia della Chiesa gallicana di questo secolo. Coperto dagli elogi più enfatici, eguagliato ad Ireneo e ad Agostino dal popolo della piccola chiesa (di Giansenio), si dichiarò in varie occasioni a favore di questo partito, di non conosceva abbastanza né lo spirito e né il fine.
Montazet aveva una memoria serena, una fantasia brillante, uno spirito attivo; la sua eloquenza era alta, energica e ben nutrita. Fu ammesso nel 1757 all'Académie française. Chamfort racconta nei suoi Aneddoti, il trucco che avrebbe usato per nascondere le sue scappatelle al vescovo di Mirepoix, il teatino Boyer, per ottenere la nomina a vescovo di Autun.

## Opere
- Lettre à l'Archevêque de Paris, Lyon (1760)
- Mandement contre l'Histoire du peuple de Dieu de Berruyer, Lyon (1762)
- Catéchisme, Lyon, 1768
- Instruction pastorale sur les sources de l'incrédulité et les fondements de la religion, Paris (1776)
- Rituel du diocèse de Lyon, Lyon (1788)

## Genealogia episcopale e successione apostolica
La genealogia episcopale è:
- Cardinale Guillaume d'Estouteville, O.S.B.Clun.
- Papa Sisto IV
- Papa Giulio II
- Cardinale Raffaele Sansone Riario
- Papa Leone X
- Papa Paolo III
- Cardinale Francesco Pisani
- Cardinale Alfonso Gesualdo di Conza
- Papa Clemente VIII
- Cardinale Pietro Aldobrandini
- Cardinale Laudivio Zacchia
- Cardinale Antonio Barberini, O.F.M.Cap.
- Cardinale Nicolò Guidi di Bagno
- Arcivescovo François de Harlay de Champvallon
- Cardinale Louis-Antoine de Noailles
- Cardinale André-Hercule de Fleury
- Cardinale Nicolas-Charles de Saulx-Tavannes
- Vescovo François de Fitz-James
- Arcivescovo Antoine de Malvin de Montazet

La successione apostolica è:
- Arcivescovo Yves-Alexandre de Marbeuf (1767)
- Vescovo Jean-Denis de Vienne (1776)
- Vescovo Jacques-Joseph-François de Vogüé (1776)